# Dohányzás

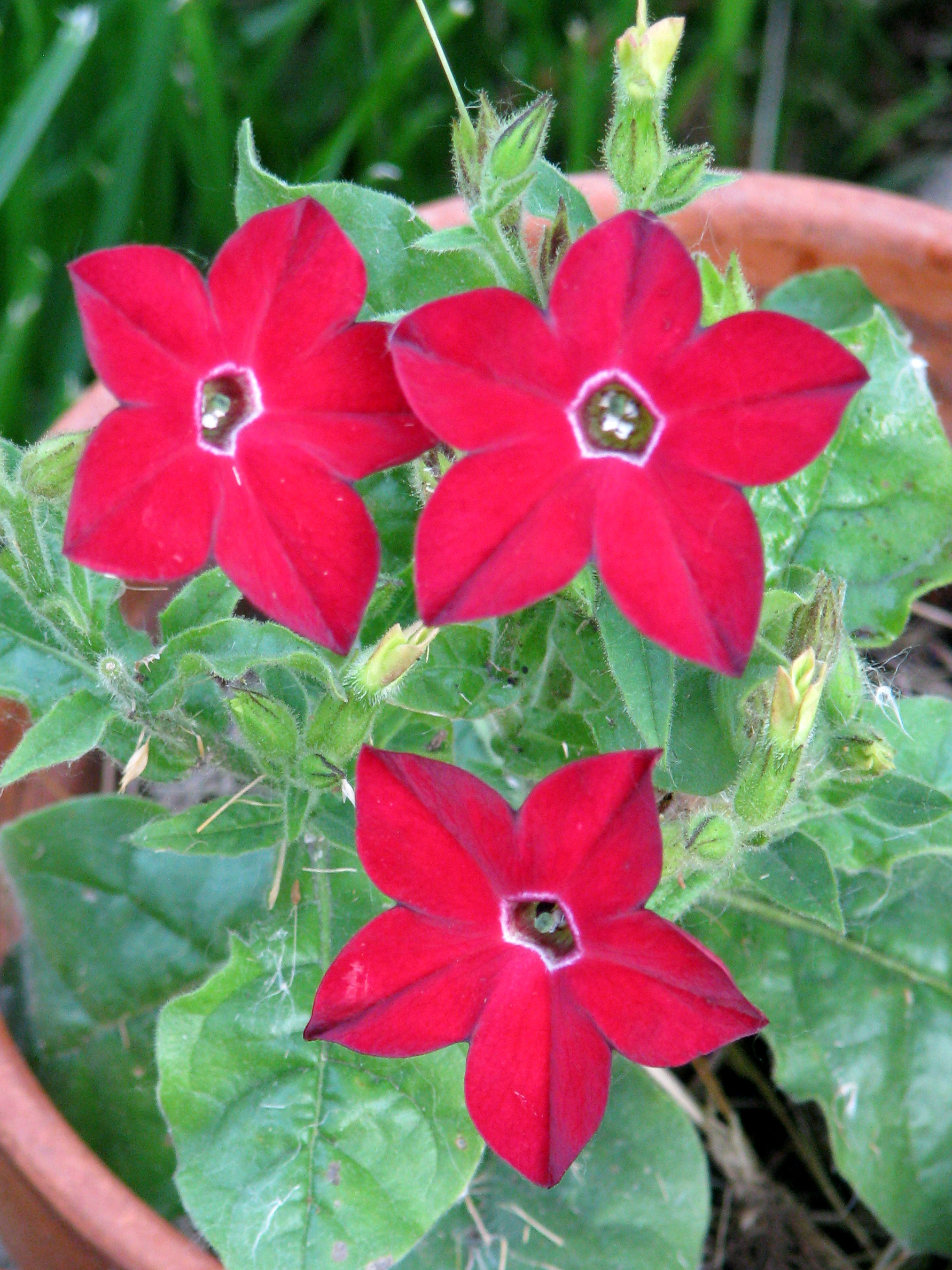
Nicotiana alata

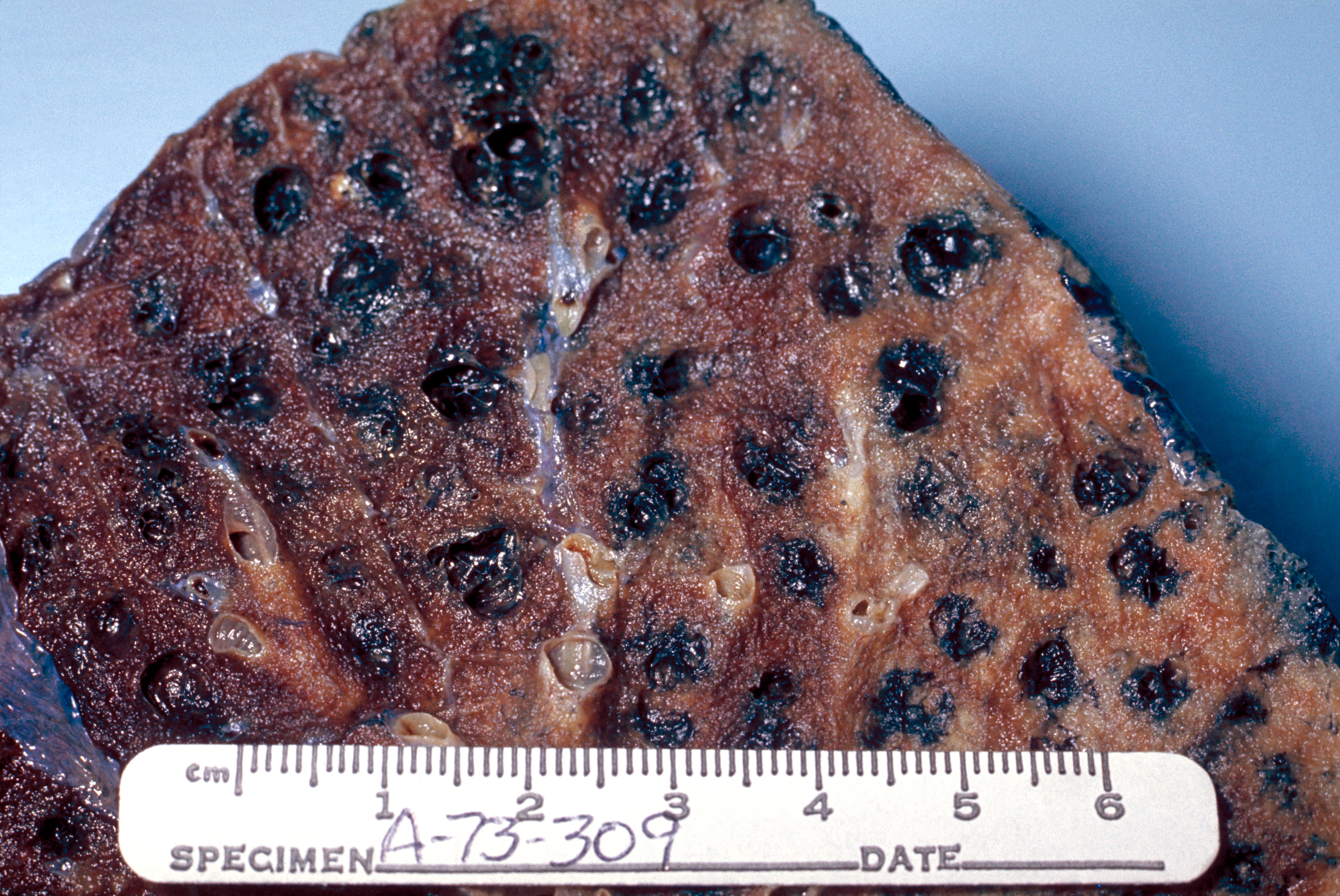
Egykor dohányos ember tüdeje, boncolás után

A dohányzás a burgonyafélék családjába tartozó dohánynövény leveleinek olyan élvezete, amikor a szárított növény égetése során keletkező füstöt beszívják.
Ősidők óta ismert (Kr. e. 5000–3000), hogy vannak növények, amiket meggyújtva és az izzó növény füstjét beszívva élénkítő vagy kábító hatást érhetünk el. Valószínűleg először Kolumbusz és társai találkoztak pipázó indiánokkal, és ők hozták be a dohányzás szokását Európába, ahol a 16. század végére terjedt el tömegesen.
A dohány a második legtöbb halálos áldozatot követelő legális addiktív szer az alkohol után. Magyarországon egy 2019-es felmérés szerint körülbelül 28 000 fő halála volt összefüggésben a dohányzással. (Mivel 2018-ban 131 100 fő hunyt el Magyarországon, az elhalázosások mintegy 21%-a összefüggésben van a dohányzással.)
A dohányban található elsődleges pszichoaktív kémiai anyag – a nikotin – függőséget okoz. A várandós nők dohányzásával kapcsolatban kimutatták, hogy a dohányzás születési rendellenességeket, szellemi és testi fogyatékosságot okoz. A cellulóz-acetát és a szénrészecskék dohánytermékek általi belélegzése tüdőrákot okoz.
A dohányzás fogyasztása bizonyítottan rendkívül ártalmas az egészségre, a magyar lakosság 20%-a, azaz minden ötödik ember a dohányzás következményeként hal meg. Egyik legfőbb okozója a tüdő- és légúti rák, a különböző szív- és érrendszeri megbetegedések kialakulásának, a végtagvesztésnek és a vakság kialakulásának. Ráadásul a dohánytermékek nem csak a fogyasztóinak, hanem a dohányos emberek környezetében élők egészségét is nagyban károsítják a passzív dohányzás révén. Ezen kívül elsődleges pszichoaktív kémiai alkotójának, a nikotinnak köszönhetően erős függőséget okoz. Mindezek ellenére még mindig viszonylag elterjedt, fogyasztásának növekedése elsősorban az elmaradott országokra jellemző. A dohánytermékek ráadásul rendkívüli mértékben hozzájárulnak a környezetkárosításhoz.
Amellett, hogy károsítja a környezetet, az Egészségügyi Világszervezet adatai szerint a dohányzás évente 8 millió embert öl meg világszerte, és jelentős egészségügyi költségeket generál.
Legtöbbször füstszűrőt is tartalmaz, mely a közkeletű tévedéssel ellentétben egyáltalán nem csökkenti, hanem még tovább növeli a cigaretta káros hatásait, ráadásul rengeteg szemetet termel. A tudósok szerint a füstszűrőt teljesen be kellene tiltani, ahogyan a műanyag szívószálakat, tányérokat és evőeszközöket is teljesen betiltották. Ezek cellulóz-acetátból készülnek, ami egyszer használatos műanyag, így nem bomlik le a természetben.
A dohányzás leggyakrabban szív- és tüdőbetegségekhez vezet, emellett a szívinfarktus, az agyvérzés, az idült obstruktív légúti betegség (COPD), a tüdőtágulás és a rák (elsősorban a tüdőrák, a gége és a szájüreg rákos megbetegedése, valamint a hasnyálmirigy-rák) kialakulásának jelentős kockázati tényezője. Ezen kívül perifériás érbetegséget és a hipertóniát is okoz a dohány expozíciós idejétől és adagolási szintjétől függően. Továbbá, minél korábban kezdődik és minél magasabb szintű a dohányból készített cigaretta kátránytartalmának bevitele, annál nagyobb a betegségek kockázata. A fejlődő országokban értékesített dohánytermékeknek általában magasabb a kátránytartalma, ezért ezekben a régiókban potenciálisan nagyobb a dohányzással kapcsolatos megbetegedések valószínűsége.

Nikotin molekula

A füst több olyan rákkeltő pirolitikus anyagot tartalmaz, amely kötődik a DNS-hez és számos genetikai mutációt okoz. Több mint 19 ismerten rákkeltő vegyi anyag található a dohányfüstben. A dohány nikotint is tartalmaz, mely egy erőteljes, függőséget okozó pszichoaktív kémiai anyag. A dohány elszívásakor a nikotin testi és pszichológiai függőséget okoz. A dohányzás a dohányzó várandós nők vetélésének gyakori okozója, valamint a magzat egészségére számos más veszélyt is jelent, például nagyobb a koraszülés és az alacsony születési súly veszélye, valamint 1,4-3-szorosára növeli a bölcsőhalál (Sudden Infant Death Syndrome; SIDS) esélyét. Az újszülött patkányokon végzett tudományos vizsgálatok eredményei arra engednek következtetni, hogy az anyaméhben történő passzív dohányzás csökkentheti a magzat agyának azt a képességét, hogy felismerje a hipoxiás állapotot, így nő az esély a véletlen fulladás bekövetkeztére.

## Elterjedése
Portugáliából egy Jean Nicot nevű francia diplomata terjesztette tovább (nevéből ered a dohány Nicotiana tabacum és alkaloidjának nikotin elnevezése). Akkoriban nemcsak élvezeti szerként, hanem gyógyszerként, dísznövényként is használták. Annyira értékesnek tartották, hogy az elnevezései között szerepelt szentfű, isteni fű, szent kereszt füve, mindenre hasznos fű stb. A dohánytermesztés hazánkban a török hódoltság idején terjedt el. A dohányzást a kezdetektől fogva bírálták, ennek ellenére népszerűvé vált. A német tudósok a dohányzás és a tüdőrák közötti összefüggést hivatalosan az 1920-as évek végén mutatták ki, ami a modern történelem első dohányzásellenes kampányához vezetett. A második világháború alatt a mozgalom nem tudott az ellenséges vonalakon átjutni, mivel népszerűtlenné vált. 1950-ben az egészségügyi hatóságok ismét rámutattak a dohányzás és a rák közötti összefüggés valószínűségére. Törökországban (és Angliában is) előfordult, hogy halálbüntetéssel sújtották a dohányzókat. Az egyház is harcolt a dohány fogyasztása ellen, és kiátkozással próbálta megakadályozni a „bűnös élvezet” terjedését. Az első dohányzásellenes rendelkezések hazánkban Erdélyből, a 17. századból maradtak fenn. Ezek pénzbüntetést róttak ki a dohányosokra. Az 1980-as években megnőtt a tudományos bizonyítékok száma, ami ösztönözte a dohányzás gyakorlata elleni politikai fellépést. A 20. század utolsó évtizedeitől kezdődően a fejlett országokban a fogyasztási arány folyamatosan csökkenni kezdett. Mindazonáltal a dohányzás a fejlődő világban továbbra is nagy népszerűségnek örvend.
A dohánytermékek fogyasztásának leggyakoribb módja a dohányzás. A mezőgazdasági terményt gyakran keverik adalékanyagokkal, majd pirolizálják. Az ebből származó füstöt a fogyasztó belélegzi, majd a hatóanyag a tüdőben szívódik fel. A hatóanyagok kémiai reakciót váltanak ki az idegvégződésekben, ami által megnő a pulzusszám, javul a memória, az éberség és csökken a reakcióidő. Dopamin, majd később endorfin szabadul fel, amelyek gyakran az örömérzethez társulnak. A 2000. évi adatok szerint a világon mintegy 1,22 milliárd ember dohányzik. A férfiak nagyobb valószínűséggel dohányoznak, mint a nők (bár a kor előrehaladtával a nemek közötti különbség csökken). A szegények nagyobb valószínűséggel dohányoznak, mint a gazdagok, és a fejlődő országokban élő emberek inkább dohányoznak, mint a fejlett országok lakosai.
Sok dohányos kamaszkorban vagy fiatal felnőttként kezd dohányozni. A korai szakaszban a dohányzás általában kellemes érzést nyújt, pozitív megerősítésként szolgál. Több éven át tartó dohányzás esetén a dohányzás folytatásának fő motivációja a megvonási tünetek és a negatív megerősítés elkerülése lesz.

## Történet

### Korai használat
A dohányzás története a Kr. e. 5000–3000 évekre nyúlik vissza, amikor is a mezőgazdasági terméket Dél-Amerikában termeszteni kezdték, és a legelső időktől fogva égetés útján, a füstjének a belélegzésével fogyasztották. A dohány elégetésének gyakorlata hamarosan a vallási rítusok részévé vált, majd az idők során élvezeti cikként kezdték fogyasztani.
Mivel a dohány általánosan elfogadott kereskedelmi árunak számított, a keleti észak-amerikai törzsek tagjai erszénybe kötve nagy mennyiségű dohányt hordtak magukkal, és szertartások keretében vagy alku megpecsételéseként pipában szívták el. Életük minden szakaszában, még a gyermekkorban is pipáztak ilyen alkalmakkor. E népek hiedelme szerint a dohány a Teremtő ajándéka, és a kifújt dohányfüst az egekbe emeli az ember gondolatait és imáit.
A dohányt a dohányzáson kívül is számos más módon használták, például gyógyszerként, fülfájás és a fogfájás esetén fájdalomcsillapítóként, időnként borogatásként alkalmazták. A sivatagban élő indiánok szerint a dohány elszívása, különösen, ha a dohányt a kis sivatagi zsálya (Salvia Dorrii) leveleivel vagy az indián balzsam, más néven köhögésgyökér (Leptotaenia multifida) gyökereivel keverik, jól gyógyítja a megfázást, sőt kifejezetten előnyös asztma és tuberkulózis kezelésére.

### Népszerűvé válás
1612-ben, hat évvel Jamestown megalapítása után, egy bizonyos John Rolfe nevű telepes termelt elsőként sikeresen könnyen értékesíthető terményként dohányt. A kereslet gyorsan nőtt, miután az aranyexpedíciók balsikereit követően a „barna aranynak” is nevezett dohány megmentette a Virginia részvénytársaságot. Az európai kereslet kielégítése érdekében alkalmazott vetésforgós dohánytermesztés gyorsan kimerítette a termőföldeket. Ez arra ösztönözte a telepeseket, hogy elinduljanak az ismeretlen nyugati területek felé, elterjesztve a dohánytermesztést. A dohányültetvényeken eleinte szerződéses munkások dolgoztak, de a Bacon-lázadást követően a fizetett munkások helyét rabszolgák vették át. Ez az irányzat az amerikai polgárháborút követően hagyott csak alább, amikor a rabszolgaságot már nem tekintették kifizetődőnek.
A francia Jean Nicot (nevéből ered a nikotin szó) 1560-ban mutatta be Franciaországban a dohányt, ami ez után elterjedt Angliában is. Az első ismert angol dohányos egy matróz volt, akit 1556-ban Bristolban „orrából füstöt eregetni” láttak. A teához, kávéhoz és az ópiumhoz hasonlóan, a dohány csak egyike volt a számos gyógyszerként használt kábítószernek. A dohányzást a mai Gambia és Szenegál területén 1600 körül francia kereskedők népszerűsítették. Ugyanakkor Marokkóból karavánokon érkezett a dohány Timbuktu környékére, ahonnan a portugálok az árut (és vele együtt a növényt is) Dél-Afrikába vitték, így terjesztve el a dohányzást az 1650-es évekre.
Európai bevezetését követően, a dohányt hamarosan gyakori kritika érte az állami és vallási vezetők részéről. Ellenállást a világ más részein is lehetett tapasztalni. IV. Murád, az 1623–1640 között uralkodó oszmán szultán elsőként kísérelt meg birodalmában dohányzási tilalmat bevezetni, arra hivatkozva, hogy a dohányzás veszélyezteti a közerkölcsöt és az egészségügyet. Chongzhen kínai császár a Ming-dinasztia megdöntése előtt két évvel rendeletben tiltotta be a dohányzást. Később az eredetileg egy harcos nomád lovas törzsbe tartozó mandzsu Csing-dinasztia tagjai a dohányzást „még az íjászat elhanyagolásánál is szörnyűbb bűnnek” nevezték. Japánban az Edo-korszak során a legkorábbi dohányültetvényeket a sógunátus kárhoztatta: véleményük szerint ezek fenyegetést jelentettek a katonai gazdaságra, mivel értékes mezőgazdasági területeket foglaltak el az élelmiszernövények elől.
Több vallási vezetőt is találhatunk a dohányzást erkölcstelen vagy kifejezetten istenkáromló cselekedetnek tartó személyek között. 1634-ben a moszkvai pátriárka megtiltotta a dohánytermékek értékesítését, és a tilalmat megszegőket arra ítélte, hogy orrlyukukat vágják fel, és hátukat addig korbácsolják, míg róla a bőr le nem válik. 1642-ben VII. Orbán pápa, a keresztény egyház vezetője bullában ítélte el a dohányzást. Az erőfeszítések ellenére a korlátozásokat és tilalmakat szinte mindenütt figyelmen kívül hagyták. Amikor a megrögzötten dohányzásellenes I. Jakab angol király, „A dohány ellen” című irat szerzője, megpróbálta az új irányzatot megfékezni, és 1604-ben a dohányra 4000%-os adóemelést vezetett be, a rendelet hatástalannak bizonyult, mivel a 17. század elején már mintegy 7000 dohánykereskedő működött Londonban. Később egyes uralkodók, felismerve a dohányzási tilalom hiábavalóságát, a dohánykereskedelmet és -termesztést jövedelmező állami monopóliummá tették.
A 16. század közepére minden nagyobb civilizáció számára ismertté vált a dohányzás, annak ellenére, hogy számos uralkodó súlyos büntetésekkel és bírságokkal kísérelte meg a megszüntetését. Az angol nyelv dohányzás kifejezése a 18. század vége felé született, addig a tevékenységet füstivásnak nevezték.
Magyarországon és Erdélyben a dohányzás nagy mértékű elterjedése a 17. század közepére tehető, és török hatásnak tudható be.

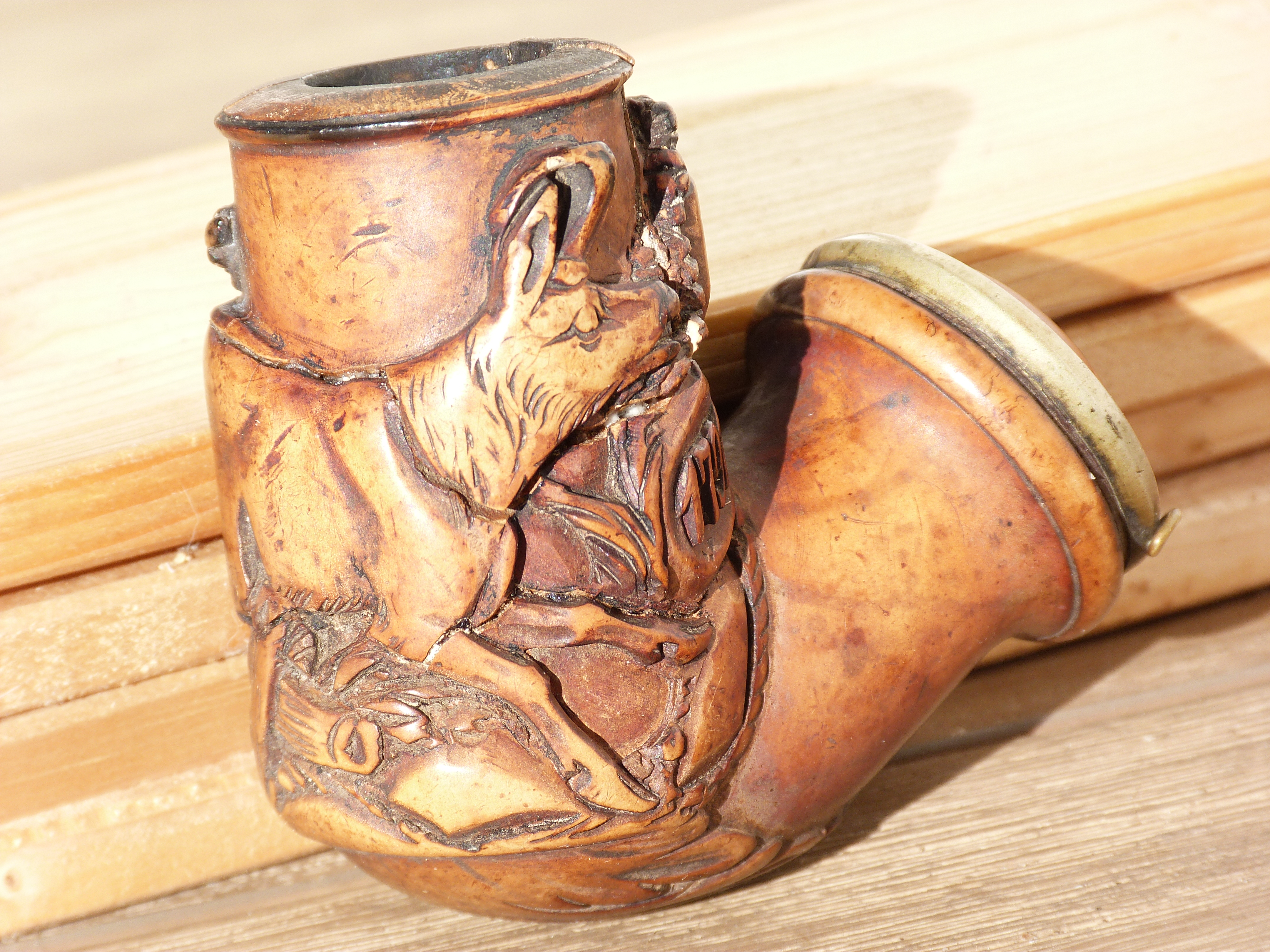
Magyar tajtékpipa – Buda, 1791

Hiába kárhozta és tiltotta az egyház, Erdélyben 1702-ben beszüntették a tilalmát. A török végvárakban számos pipatöredék tanúsítja az egykori szenvedély meglétét.
A 19. század második felében a cigaretta bevezetésével megkezdődött a dohánytermesztés és a cigarettagyártás iparosítása. James Bonsack iparos 1881-ben találta fel a cigarettagyártó gépet.

### Társadalmi megbélyegzés
Németországban a dohányzásellenes csoportok, amelyek gyakran jártak kéz a kézben az alkoholellenes csoportokkal, először 1912-ben a Der Tabakgegner (A dohánytermék ellenzői) című lapban jelentettek meg a dohánytermékek fogyasztása ellen korteskedő írást. A drezdai Fritz Lickint által 1929-ben megjelentetett jelentés volt a tüdőrák és a dohány kapcsolatának első hivatalos statisztikai bizonyítéka. A nagy gazdasági világválság idején Adolf Hitler kidobott pénznek ítélte saját korábbi szokását, a dohányzást, majd később ezt nyomatékosította. Még egy olyan történet is fennmaradt, miszerint a Führer egy aranyórát ajánlott fel belső köre minden tagja számára akik hajlandóak letenni a dohanyzásról. Ezt a vélekedést tovább erősítette a náci népesedési politika, amely a dohányzó nőt a német családban feleség- vagy anyaszerepre alkalmatlannak tartotta.
A náci Németország dohányzásellenes mozgalma a második világháború alatt nem volt képes átjutni az ellenséges vonalakon, mivel a német dohányellenes csoportok hamar elveszítették támogatásukat. A II. világháború végére az amerikai cigarettagyártók ismét gyorsan megvetették a lábukat a német feketepiacon. A dohányáru-csempészet uralkodóvá vált, valamint a náci dohányzásellenes kampány vezetőit is elhallgattatták. A Marshall-terv részeként az Egyesült Államok ingyen szállított dohányt Németországba – 1948-ban 24 000 tonnát, 1949-ben 69 000 tonnát. Az egy főre eső éves cigarettafogyasztás a háború utáni Németországban folyamatosan emelkedett – az 1950. évi 460-ról 1963-ra 1523 szálra nőtt. A németországi dohányzásellenes kampány a 20. század végére sem tudta megközelíteni a náci korszak csúcspontjának (1939–41) kampányát, és Robert N. Proctor a német dohány-egészségügyi kutatást „elnémítottként” jellemezte.
A Richard Doll által, 1950-ben, a „British Medical Journal”-ben publikált kutatás szoros összefüggést mutatott ki a dohányzás és a tüdőrák között. Négy évvel később, 1954-ben, mintegy 40 ezer brit orvos által húsz éven át folytatott kutatás alapján készült és közzétett tanulmány megerősítette a feltevést. Erre alapozva a brit kormány által kiadott szakvélemény szerint a dohányzás és a tüdőrák aránya között szoros kapcsolat van. 1964-ben az amerikai hadsereg egészségügyi alakulatainak főorvosa (US Surgeon General) által készített, A dohányzás és az egészség című jelentése hasonlóképpen a dohányzás és a rák közötti kapcsolatra utalt.
Az 1980-as években megsokasodott tudományos bizonyítékok hatására a dohányipari cégek a kárvallottak gondatlanságára hivatkoztak, mivel szerintük a dohányzás egészségkárosító hatását korábban nem bizonyították. Az egészségügyi hatóságok egészen 1998-ig támogatták ezt az álláspontot, majd száznyolcvan fokos fordulatot hajtottak végre. Az Egyesült Államok négy legnagyobb dohányipari vállalata és 46 állam főügyésze között létrejött úgynevezett „Általános rendezési egyezmény” korlátozta a dohányreklámok bizonyos típusait, és egészségügyi kártérítés megfizetésére kötelezte a vállalatokat. Ez a megállapodás volt a legnagyobb méretű polgári jogi megállapodás az Egyesült Államok történetében.
A dohányzás aránya az 1965-ös 42 százalékról 2006-ra 20,8 százalékra csökkent az Egyesült Államokban. A dohányzásról leszokó személyek legnagyobb része tanult, jómódú férfi volt. A fogyasztási gyakoriság csökkenése ellenére a naponta elszívott cigaretták átlagos száma az 1954-ben mért 22-ről 1978-ra 30-ra emelkedett. Ez a paradoxon arra utal, hogy a leszokottak valószínűleg kevesebb szálat szívtak, és akik kitartottak a dohányzás mellett, az erősebb cigarettáról gyengébb cigarettára szoktak át. Számos fejlett ipari országban hasonló irányvonal volt megfigyelhető, azaz a dohányzók aránya nem nőtt, vagy éppen csökkent. A fejlődő világban azonban 2002-ben a dohányfogyasztás továbbra is 3,4%-kal nőtt. Afrikában több helyen is divatosnak tartják a dohányzást, és a Nyugaton elterjedt erős negatív vélekedés sokkal kevesebb figyelmet kap. Ma Oroszország vezeti a dohányzási listát, őt követi Indonézia, Laosz, Ukrajna, Fehéroroszország, Görögország, Jordánia és Kína.

## A dohányzás és hatásai
A dohányzás napjainkban az alkohol után a második legveszélyesebb halálos áldozatokat követelő legális élvezeti szer (az áldozatok száma Magyarországon évente 28 ezer). A cigarettásdobozokon feltüntetett vegyi anyagok csak töredékét jelentik annak, ami valójában a dohányosok szervezetébe jut. Körülbelül 4000 különböző vegyület található ugyanis a cigarettában, amelyeknek csak egyike a függőség kialakulásáért felelős drog, a nikotin.
Sajnos sok fiatal először csak csupán nagyzolásból gyújt rá, miközben nincs tisztában azzal, hogy hosszú távon milyen veszélyeknek teszi ki szervezetét, és hogy később, amikor a függőség már kialakult, milyen nehéz lesz leszokni róla.

### A dohány fajtái
A dohány a Nicotiana nemzetség növényeinek friss leveleiből készült mezőgazdasági termék. A nemzetséghez több faj is tartozik, de a legelterjedtebb a közönséges dohány (Nicotiana tabacum). A második leggyakoribb a kapadohány (Nicotiana rustica), aminek magasabb a nikotintartalma. A leszedett-leszüretelt leveleket szárítják, ami lehetővé teszi a dohánylevélben található karotinoidok lassú oxidációját és bomlását. Ez a folyamat a dohánylevélben olyan vegyületeket termel, amely édes széna-, tea-, rózsaolaj- vagy gyümölcsös aromát hoznak létre. Csomagolás előtt a dohányt gyakran adalékanyagokkal keverik össze, ezzel megváltoztatva a termék pH-értékét, vagy ízletesebbé téve a füstöt, javítják a hatását. Az Egyesült Államokban ezen adalékanyagok számát 599-ben határozták meg. A terméket ezután feldolgozzák, csomagolják és a fogyasztói piacokra szállítják. A fogyasztási módszerek köre jelentősen bővült, amióta az aktív hatóanyagot csak kevesebb melléktermékkel lehet a fogyasztókhoz eljuttatni.

### A dohánylevél felhasználásának módjai
A szellemek ajándékának felhasználásáról 2000 éves emlékek vannak, de az amerikai kontinensen már 6000 éve ismert volt. Elsősorban hallucinogén hatásáért szívták vallási ünnepeken.

#### Füstképzéssel járó felhasználás

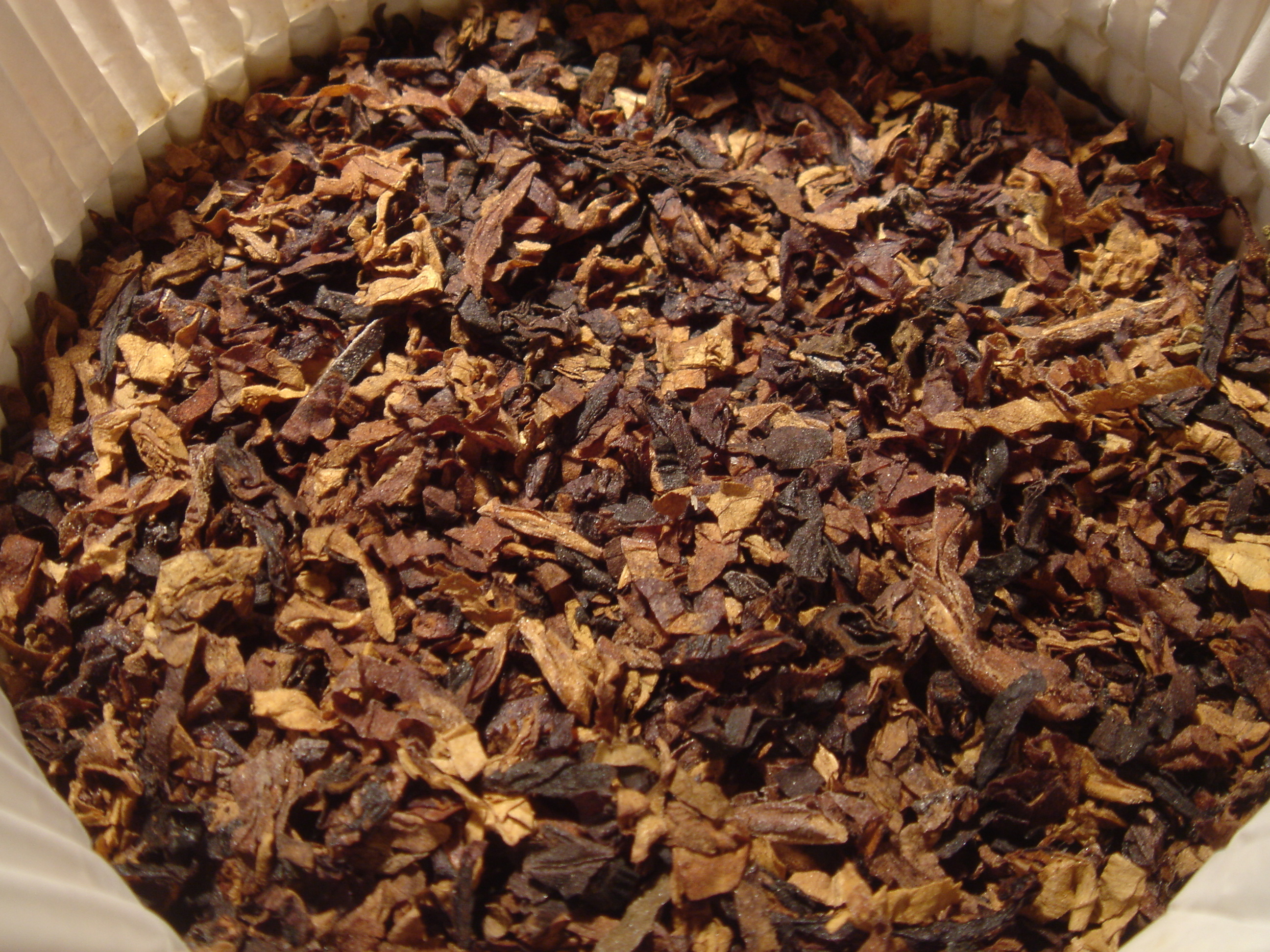
Száraz pipadohány

- Bidis: Kézzel sodort cigaretta, de a cigarettapapír helyett szárított dohánylevelet használnak, és a cigaretta egyik végét színes szállal kötik el. A beedi füstje az Egyesült Államokban általánosan elterjedt cigarettáknál több szén-monoxidot, nikotint és kátrányt termel.[43][44] Délkelet-Ázsiában és Indiában a dohányzás legelterjedtebb fajtája, alacsony ára miatt.
- Kretek: Alapvetően szegfűszeggel töltött cigaretta, amely sokféle egzotikus ízben készül. Érzéstelenítő hatású, azaz segít minél mélyebben letüdőzni a füstöt. Széles körben elterjedt az indonéz szigetvilágban. Először az 1880-as években a Jáva-szigeteki Kudusban használták a szegfűszeg gyógyító alkotóelemének, az eugenolnak közvetlenül a tüdőbe juttatására. A dohány minősége és fajtája fontos szerepet játszik a kretek előállításában, mivel a kretek több mint 30 fajta dohányt tartalmazhat. Ízesítésként a dohánykeverék mintegy 1/3 részét kitevő darált, szárított szegfűszegbimbót adnak a keverékhez. Az Egyesült Államok több állama betiltotta a kreteket: a 2004-ben elfogadott tilalom kimondja, hogy a cigarettákban nem lehet jelen a dohányon és a mentolon kívül egyéb összetevő „jellemző íze”, ezért a kretek nem sorolható a cigaretták közé.[45]
- Vízipipa: Az általunk is ismert pipa egy módosított formája, amikor a dohányfüstöt vízen keresztül inhalálják. Széles körben elterjedt Afrikában, a mediterrán térségben és Ázsiában. A vízen átáramló füst sokkal kevesebb kátrányt és nikotint tartalmaz.
- Nargilé: A nargilé egy vagy több szárú (gyakran üveg-alapú) dohányzásra használt vízipipa. Az eredetileg Indiából származó vízipipa különösen a Közel-Keleten tett szert óriási népszerűségre. A vízipipa vízszűrés és közvetett hő elvén működik. Használható gyógynövények, dohány vagy indiaikender elszívására.
- Pipa: A pipa jellemzően az elszívni kívánt dohány elégetésére szolgáló kisebb kamrából (fej) és egy szájrészben (csutora) végződő vékony szárból (pipaszár) álló dohányzóeszköz. A fejbe rakott aprított dohányt gyújtják meg. A pipadohány általában gondosan kezelt és kevert dohánykeverék, melyeknél olyan finom árnyalatokat hoznak létre, melyek a többi dohányterméknél hiányoznak. A legősibb, legszertartásosabb módja a dohányzásnak, az indiánoktól ered.
- Szivar: A szivar szárított és fermentált dohányból készült szorosan hengerelt köteg. Füstjét általában nem tüdőzik le, mert a füst erőteljes lúgossága erősen ingerli a légcsövet és a tüdőt. Ehelyett a szivarfüstöt általában a szájba szívják be. A legtöbb szivart fogyasztó ország az Egyesült Államok, messze megelőzve a második Németországot és az őt követő Egyesült Királyságot. Az Egyesült Államokban és a Nyugat-Európában eladott szivarok teszik ki a világ szivareladásainak mintegy 75%-át.[46] Becslések szerint 2005-ben a férfiak 4,3%-a és a nők 0,3%-a szivarozott.[47]
- Cigaretta: A cigaretta (a francia szó jelentése: 'kis szivar') dohányzással fogyasztott termék, melyet szárított és finomra vágott dohánylevelek és újrahasznosított dohány keverékéből készítenek. Előállítása során gyakran adnak a keverékhez adalékanyagokat, majd hengerelik vagy papírcsomagolású hengerbe töltik.[48] A cigarettát rágyújtás után általában cellulózacetát filteren keresztül a szájba szívják és letüdőzik. A cigarettázás a dohányzás legelterjedtebb módja. Papírba csomagolt, vagdalt dohány. A vége 700–1050 °C körüli hőmérsékleten parázslik, füstjében több mint 4000 kémiai anyag található.
- A sodrós cigaretta: A sodrós cigaretta (Roll-Your-Own) nagyon népszerű, különösen az európai országokban. Ezeket a fogyasztó maga készíti a külön-külön kapható zacskós dohány, cigarettapapír és füstszűrő felhasználásával. Az így készített cigaretta általában jóval olcsóbb a készen kaphatónál, ezért egyre nagyobb népszerűségre tesz szert.
- Vaporizer: Az evaporátor a növény aktív hatóanyagainak feloldására szolgáló eszköz. A gyógynövény égetése helyett, amely potenciálisan ingerlő vagy mérgező hatású, illetve rákkeltő melléktermékeket eredményez, az evaporátor az anyagot részleges vákuumban addig melegíti, míg a növényben található aktív vegyületeket párává nem alakulnak. Légnemű anyagok orvosi alkalmazására gyakran inkább ezt a módszert, és nem a növényi anyag közvetlen pirolízisét választják.
- Elektronikus cigaretta: Az elektronikus cigaretta a dohányzás alternatívája, bár ez esetben a használója nem fogyaszt dohányt. Az elemmel működő készülék párologtatott propilén-glikol/nikotin-oldaton keresztül inhalációs nikotinadagot juttat a szervezetbe. Viszonylag új keletű megjelenése miatt sok országban vele kapcsolatban jelenleg még jogszabályalkotási előkészületi munka illetve egészségügyi vizsgálat folyik.

A cigaretta, a pipa és a szivar füstjének élvezete ma a dohányzás leggyakoribb formája.

#### Füstképzés nélküli felhasználás
- Bétellel rágás: Összepréselt, bétellel ízesített dohánylevél rágása
- Dohányszirup fogyasztása
- Dohánypaszta nyalogatása
- Kúpként való felhelyezés
- Burnót: dohánypor szippantása orron keresztül (tubákolás – tobacco)
- Bagózás: dohánylevél rágása
- Snűszölés: őrölt dohány íny és a száj közé helyezése

### A nikotin
A nikotin egyike a dohánynövény anyagainak. Képlete: C10H14N2. Levegőn megbarnuló, lúgos kémhatású, erősen csípős ízű, olajos folyadék. A szárított dohánylevelek 1-2% nikotint tartalmaznak, de ennek nagy részét eltávolítják magas hőmérsékleten való szárítással. A nikotin 20–60 mg-ja már halált okozhat.

### Fiziológiája
A dohány (különösen a cigaretta) aktív hatóanyagainak bevitele a levelek meggyújtásakor keletkező gázok beszívásával történik. A tüdőben található alveolárisokon keresztül felszívódó anyagok így gyorsan és hatékonyan kerülnek a véráramba. A tüdő mintegy 300 millió alveolárist tartalmaz, amelynek több mint 70 négyzetméteres felülete egy teniszpálya méretének felel meg. Ez a módszer nem teljesen hatékony, hiszen nem lehet az összes így keletkezett füstöt beszívni, és a hatóanyag egy bizonyos része elvész az égés (pirolízis) folyamata során. A pipa és a szivar füstjét lúgossága miatt nem szívják le, mert a füst ingerli a légcsövet és a tüdőt. Nagyobb mértékű lúgossága miatt azonban (pH 8,5) (a cigarettafüst pH-ja 5,3) az ionizálatlan nikotin a száj nyálkahártyáján keresztül könnyebben felszívódik. A szivarból és a pipából több nikotin szívódik fel, mint a cigaretta füstjéből.
A beszívott anyagok az idegvégződésekben kémiai reakciókat indítanak be. A kolinerg receptorokat gyakran befolyásolja a dohányzó szervezetében is jelen levő neurotranszmitter, az acetilkolin. Az acetilkolin és a nikotin vegyi hasonlósága lehetővé teszi, hogy a nikotin is ugyanilyen hatással legyen a receptorra. Ezek a nikotinos acetilkolin receptorok a központi idegrendszerben és a vázizomzat ideg-izom találkozásánál találhatók; tevékenységük növeli a pulzusszámot és az éberséget, valamint javítják a reakcióidőt. A nikotin acetilkolin inger közvetlenül nem addiktív. Mindazonáltal, mivel sok dopamin-felszabadító idegsejt található a nikotin receptorokban, dopamin szabadul fel. Az örömélménnyel is kapcsolatban lévő dopamin felszabadulása megerősítő hatást fejt ki. A nikotin és a kokain hasonló neuronmintákat aktivál, ami alátámasztja azt az elképzelést, miszerint e szerek egyazon anyagokat tartalmaznak.
A dohány elszívásakor a nikotin legnagyobb része hő hatására lebomlik, azonban így is elegendő mennyiség marad ahhoz, hogy enyhe szomatikus függőség, valamint enyhe vagy erős pszichés függőség alakuljon ki. Ezen kívül a dohányfüstben található acetaldehidből harmane (MAO-gátló anyag) képződik. Ez valószínűleg azért játszik fontos szerepet a nikotinfüggőség kialakulásában, mert a nikotiningerre válaszul a nucleus accumbensben dopaminkibocsátást eredményez. Patkányokon végzett vizsgálatok kimutatták, hogy a nikotinhasználat csökkentése esetén a megerősítésben főszerepet játszó nucleus accumbens sejtek kevésbé érzékenyek, ami függőségre utal.
Egy 2010-ben publikált tanulmány több mint 20 000 izraeli sorozott katona vizsgálata alapján a dohányosoknál alacsonyabb IQ-t igazolt. A nemdohányzók 101-es IQ-jához képest a dohányosok csak mintegy 90-es értéket mutattak fel.
Egy tanulmány szerint a cigarettafüst radioaktív alfa-részecskéket tartalmaz, és ezzel a ténnyel a dohánygyárak már az 1960-as években tisztában voltak. A radioaktivitás a polónium 210 nevű anyagból származik, amit a dohánylevelek szívnak magukba a légkörből. Egyes feltevések szerint a dohánygyárak azért nem vonják ki ezt az anyagot a dohányból, mert a savas átmosáson alapuló tisztító eljárás következtében a nikotin szervezeten belüli felszívódása módosulna, ezáltal megváltozna a dohánytermék szubjektív élvezeti értéke, ami esetleg csökkentené a termék eladhatóságát is. A dohánygyártók védekezésükben leszögezik, hogy a polónium 210 mindenhol jelen van a természetben; a levegőben, a talajban és a talajvízben, ebből következően minden növényben is. Egy Egyesült Államokban végzett felmérés eredményei szerint: egy felnőtt dohányos napi polónium 210 felvételének 77 százaléka a táplálékából, 4,7 százaléka a vízből, 0,6 százaléka a levegőből származik, és 17,1 százaléka ered a dohányfüstből.

### Demográfia

A cigarettafogyasztás alakulása az Egyesült Államokban. Megfigyelhető, hogy 1980-ig növekszik a fogyasztás, majd ezt követően fokozatosan csökken

A 2000. évi adatok szerint a világon mintegy 1,22 milliárd ember dohányzik. Ha feltételezzük, hogy az irányzat nem változik, 2010-ben 1,45 milliárd volt, 2025-re pedig 1,5–1,9 milliárdra emelkedik a dohányzó emberek száma.
A fejlett országokban a férfiaknál a dohányzás aránya tetőzött, és elkezdett hanyatlani, azonban a nők esetében továbbra is növekszik.
Az Amerikai Egyesült Államokban a felnőtt lakosság 18 százaléka dohányzik. 1964-ben ez az arány még 42 százalék volt.
Ausztráliában egy 2011–12 közti felmérés szerint a felnőtt emberek 16 százaléka dohányzott, míg ez az arány 2014–15-re 14.5 százalékra mérséklődött.
A 2002. évi adatok szerint a világon a fiatal kamaszok (13–15 éves korosztály) körülbelül 20 százaléka dohányzott; nagyjából a felük Ázsiában. A dohányzásra kamaszkorukban rászokó emberek fele az előrejelzések szerint még 15–20 évig fog dohányozni.
Az Egészségügyi Világszervezet (WHO) megállapította, hogy „a dohányzásnak tulajdonítható betegségek következményei és a korai halálozás aránytalanul nagy mértékben a szegényeket sújtja”, és az 1,22 milliárd dohányzó emberből egymilliárd él fejlődő országban vagy átmeneti gazdasági rendszerben.
Az Egészségügyi Világszervezet 2004-es becslése szerint a világon előforduló 58,8 millió halálesetből 5,4 millió függ össze a dohányzással, mely ráta 2007-re 4,9 millió lesz. A 2002. évi adatok szerint a fenti halálozások 70%-a a fejlődő országokat érinti.

## Pszichológia

### A rászokás

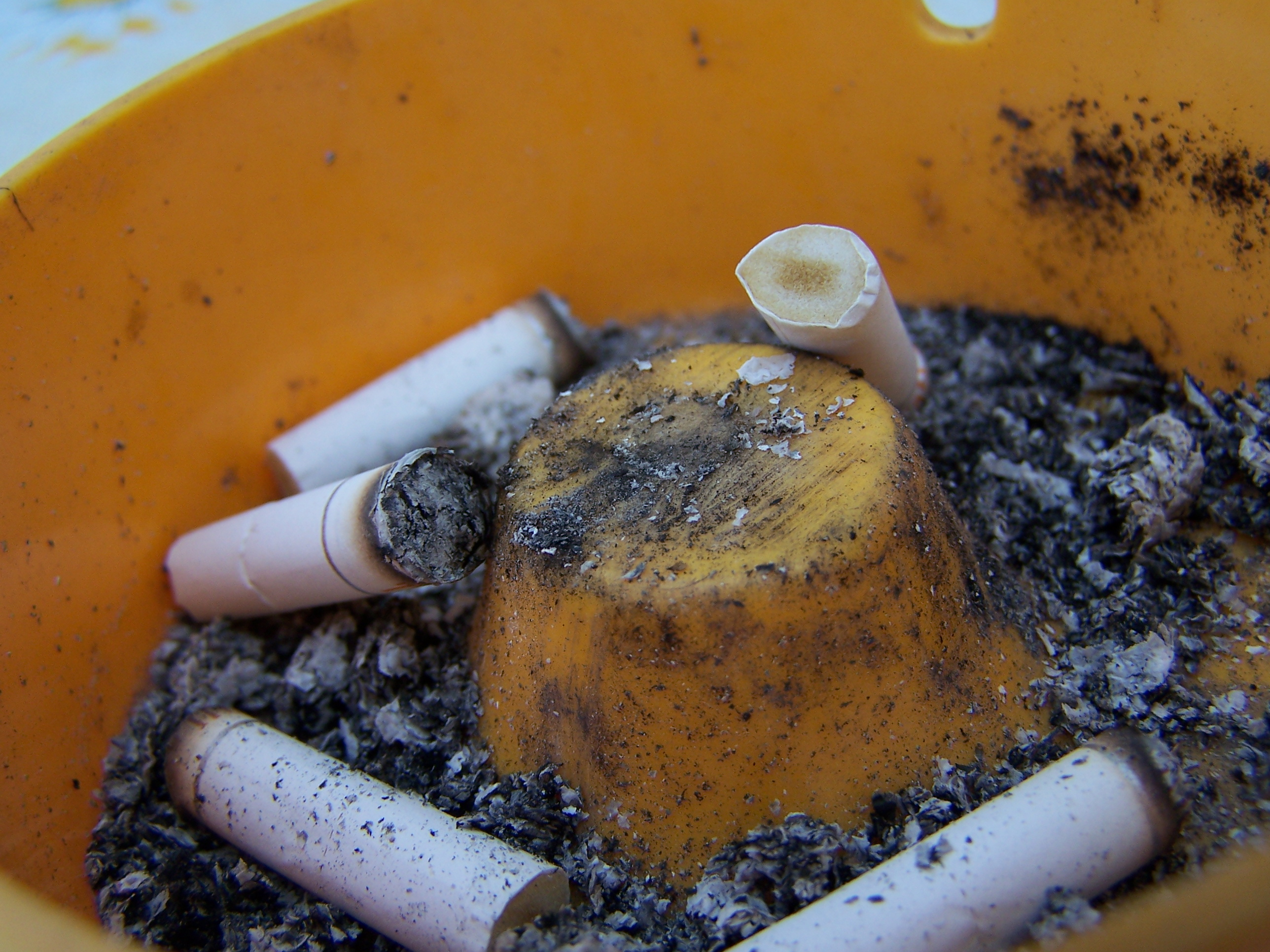
Elnyomott cigarettacsikkek

A dohányzás első alkalommal hányást, verejtékezést, gyengeséget stb. okozhat, azonban későbbi alkalmakkor kellemes lehet. Vannak jótékony hatásai is: például segíthet az étkezés után jelentkező fáradtság és álmosság leküzdésében, az emésztőmirigyek és belek működését fokozza, így elősegíti az emésztést, a mellékvesére gyakorolt hatásával pedig fokozhatja a vércukor mennyiségét, emelheti a vérnyomást, csökkentheti az éhségérzést, valamint a hasi vérerek szűkítésével növelheti az agy vérellátását, segítve a szellemi munkát, továbbá a dohányzás kapcsán az évek során kialakuló megszokások nyugtatólag hatnak, csökkentik az idegességet. Amiatt, hogy a tapasztalt kedvező hatások elhagyása idegességet – szaknyelven: elvonási tüneteket – okoz, továbbá amiatt, hogy a dohányzás abbahagyása hízással is járhat – ugyanis ekkor az étvágy fokozódik, az ízlelés javul –, a dohányosok nehezen tudnak leszokni szenvedélyükről.
A dohányosok nagy része kamaszkorban vagy fiatal felnőttként kezd dohányozni. A dohányzáshoz hozzátartozik a kockázatvállalás és a lázadás, mely elemek gyakran vonzóak a fiatalok számára. A magas státuszú szociális modellek és a társak ösztönözhetik a dohányzást. Mivel a tinédzsereket inkább baráti társaságuk, mint a felnőttek befolyásolják, a szülők, az iskola és az egészségügyi szakemberek az irányú kísérlete, hogy megakadályozzák a fiatalokat a dohányzás kipróbálásában, gyakran sikertelen.
A dohányos szülők gyermekei nagyobb valószínűséggel szoknak rá a cigarettára, mint a nem dohányzókéi. Egy tanulmány megállapította, hogy ha a szülő leszokott a dohányzásról, a gyermekei kamaszkorban kisebb eséllyel szoktak rá a dohányzásra, kivéve, ha a másik szülő továbbra is dohányzott. Egy nemrég közzétett tanulmányban azt elemezték, miként függ össze a serdülőkori dohányzás a felnőttek által az otthoni dohányzásra vonatkozóan megkövetelt szabályokkal. Az eredmények kimutatták, hogy az otthoni dohányzást korlátozó szabályokkal összefüggésben kisebb volt annak valószínűsége, hogy a serdülők kipróbálják a dohányzást; az összefüggés megfigyelhető mind a középiskola alsóbb, mind felsőbb osztályaiba járó diákok körében.
Több dohányzásellenes szervezet is állítja, hogy a serdülők a kortárscsoport nyomásának engedve, illetve barátaik kulturális befolyásának hatására szoknak rá a dohányzásra. Ugyanakkor egy tanulmány rámutatott, hogy valójában a cigarettára való rágyújtásra irányuló közvetlen nyomás nem játszott jelentős szerepet a serdülők dohányzásra való rászokásában. Ebben a vizsgálatban a serdülők arról is beszámoltak, hogy a cigarettára való rágyújtásra irányuló, mind a normatív, mind a közvetlen nyomás alacsony szintű volt. Egy hasonló tanulmány kimutatta, hogy az egyének aktívabb szerepet gyakorolnak a dohányzásra való rászokásban, mint azt korábban gondolták, és hogy a kortárscsoport nyomásán kívül más társadalmi folyamatokat is figyelembe kell venni. Egy másik tanulmányból kiderült, hogy a dohányzási viselkedés életkor és nemek szerint vizsgálva minden fogalomkörben a kortárscsoport nyomásával szignifikáns összefüggést mutatott, de az interperszonális tényezők sokkal fontosabb szerepet játszottak a 12–13 éves lányok esetében, mint az azonos korú fiúknál. Még kérdéses, hogy mi befolyásolja jobban a serdülőkori dohányzást: a kortárscsoport nyomása, vagy az egyén döntése. Vitatható, hogy a kortárscsoport fordított nyomása (azaz amikor a társak többsége nem dohányzik, ezért kiközösítik a dohányzókat) működik-e.

### Perzisztencia
Mivelhogy az egészségükre negatív hatást gyakorló tevékenységet folytatnak, a dohányosok általában megpróbálják védeni a viselkedésüket. Más szóval, felhoznak meggyőző, bár nem feltétlenül logikus okokat arra, hogy a dohányzás számukra miért elfogadható. Például, egy dohányos indokolhatja azzal a viselkedését, ha azt állítja, hogy mivel végül mindenki meghal, a cigaretta valójában nem változtat semmin. Vagy a dohányos azt hiheti, hogy a dohányzás enyhíti a stresszt, vagy egyéb előnyökkel jár, amelyek indokolják a kockázatokat. Az ilyen típusú hiedelmek megakadályozzák, hogy a dohányos szorongjon, és így továbbra is dohányzik.
A dohányosok által adott magyarázatok nagyjából pár kategóriába sorolhatók: a dohányzás függőséget okoz, a dohányzás örömforrás, csökkenti a feszültséget, kikapcsol, társas cselekvés, stimuláció, szokás, székrekedést gátló (!) automatizmus és a kéz cselekvése. Az indoklásokat tekintve vannak a nemek között különbségek; a nők nagyobb valószínűséggel említik a feszültség csökkentését, a kikapcsolódást, a stimulációt és a társas cselekvést.
Egyes dohányosok arra hivatkoznak, hogy a dohányzás gyakran növeli a összpontosító-képességet, s idegnyugtató hatására lecsillapodnak. Azonban a londoni Imperial College szerint „úgy tűnik, hogy a nikotinnak egyszerre idegnyugtató és élénkítő hatása is van, ezért valószínűleg a hatást a fogyasztó adott lelkiállapota, a környezet és az élvezet körülményei is befolyásolják. A vizsgálatok azt mutatták, hogy a kis adag nyugtató hatással van, míg a nagyobb adag serkentőként hat. Mindazonáltal lehetetlen meghatározni egy gyógyszernek a nikotin élvezete következtében, valamint a nikotinmegvonás enyhítése miatt fellépő hatását.
Az elfogult optimizmus jó példája, hogy még a káros egészségügyi hatások ismerete sem rettenti el a dohányosokat. Ezenfelül más oka is van az elfogult optimizmusnak: az érintettek nincsenek tisztában a káros hatások valószínűségével és azzal, hogy a káros hatások általában idősebb korban jelentkeznek; továbbá azzal sem, hogy az általában magas kockázatú vagy önpusztító viselkedés milyen személyiségvonásokat és rendellenességeket alakíthat ki.

### Megoszlás
Számos vizsgálat megállapította, hogy a cigarettaeladás és a dohányzás idővel jól behatárolhatóan összefüggő mintát követ. Például az Egyesült Államokban a cigarettaeladás erősen szezonális mintát mutatott: a nyári hónapokban több cigarettát adtak el, mint a télen.
Az is bebizonyosodott, hogy a dohányzás hasonló huszonnégy órás mintát követ az ébren töltött idő alatt: csúcspontja általában reggel, röviddel az ébredés után, majd este, nem sokkal lefekvés előtt van.

## Hatások

### Gazdasági hatások
Az állami egészségügyi rendszerű országokban a társadalom megemelt adók formájában fedezi a megbetegedő dohányosok orvosi ellátását. Ezen a téren kétféle érvelés létezik: a „dohányzás melletti” érv azt állítja, hogy az erős dohányosok általában nem élnek elég hosszú ideig ahhoz, hogy költséges és az öregeknél fellépő krónikus betegségek alakulhatnának ki náluk, ezért csökken a társadalomra rótt egészségügyi teher[forrás?]. A „dohányzásellenes” érvelés azt állítja, hogy az egészségügyi teher nő, mivel a dohányosok fiatalabb korban és nagyobb számban betegszenek meg krónikus betegségekben, mint az átlag népesség.
Egyik elméletet sem támasztja alá elegendő adat. Az Amerikai Járványügyi Ellenőrző és Megelőző Központ (Centers for Disease Control and Prevention, CDC) 2002-ben közzétett kutatása azt állítja, hogy az USA-ban értékesített minden egyes doboz cigaretta az orvosi ellátás, vagy kieső termelés miatt 7 dollárnyi költséget okozott. Ez a költség egy másik kutatás szerint akár magasabb is lehet; e tanulmány az összeget dobozonként 41 dollárban állapította meg, melynek nagy része azonban az egyént, illetve családját terheli. A tanulmány egyik szerzője a másokra nehezedő igen alacsony költségekre magyarázatot adva így fogalmaz: „Ez a szám azért alacsony, mert a társadalomra rótt költségek legnagyobb viselői (a magánnyugdíj-pénztárak, a társadalombiztosítás és a Medicare) számára a dohányzás valójában pénzt takarít meg. A dohányos emberek fiatalabban halnak meg, és nem veszik igénybe az ezekbe a rendszerekbe befizetett tőkét.”
1970 és 1995 között a szegényebb, fejlődő országokban az főre jutó cigarettafogyasztás 67 százalékkal nőtt, miközben a gazdagabb, fejlett világban 10 százalékkal csökkent. A dohányosok nyolcvan százaléka él kevésbé fejlett országokban. Az Egészségügyi Világszervezet (WHO) előrejelzése szerint 2030-ra 10 millió ember hal meg évente a dohányzás okozta betegségek következtében, így ez lesz a leggyakoribb halálozási ok világszerte; a legnagyobb növekedés a nők körében lesz tapasztalható. A WHO előrejelzése szerint a dohányzás okozta halálozás a 21. században a 20. századinak a tízszeresét teszi majd ki. („Washingtonian” magazin, 2007. december).

### Egészségügyi hatások
A dohányzás leggyakrabban szív- és tüdőbetegségekhez vezet, valamint a szívinfarktus, az agyvérzés, az idült obstruktív légúti betegség (COPD), a tüdőtágulás és a rák (elsősorban a tüdőrák, a gége és a szájüreg rákos megbetegedése, a hasnyálmirigy-rák), az impotencia valamint az alulfejlett baba kialakulásának jelentős kockázati tényezője.
Az Egészségügyi Világszervezet becslései szerint a dohányzás 2004-ben 5,4 millió halálesettel volt összefüggésbe hozható, és a 20. század folyamán 100 millió ember halálát okozta. Hasonlóképpen, az Amerikai Járványügyi Ellenőrző és Megelőző Központ (Centers for Disease Control and Prevention, CDC) a dohányzást mint „a fejlett országok emberi egészségre gyakorolt legfontosabb megelőzhető kockázataként és a korai halál egyik fontos okaként” jellemzi.
A dohányzás mértéke a fejlett országokban stagnál vagy csökken; az Egyesült Államokban 1965–2006 között a felére esett vissza – a felnőtteknél 42%-ról 20,8%-ra. Azonban a fejlődő országokban a dohányzás mértéke évente 3,4%-kal növekszik.

### Társadalmi hatások
Régen bizonyos híres dohányosok cigarettát vagy pipát használtak imidzsük részeként, mint Jean Paul Sartre a Gauloises márkájú cigarettát, Albert Einstein, Sztálin, Douglas MacArthur, Bertrand Russell és Bing Crosby a pipát, vagy a hírszerkesztő Edward R. Murrow a cigarettát. Több író is különösen ismert dohányos volt, lásd például Richard Klein, a francia irodalom professzorának „A cigaretta nagyszerű” című könyvét a dohányzásnak 19. és a 20. századi levelekkel kapcsolatos szerepének elemzéséről. Kurt Vonnegut, a népszerű szerző, említést tesz regényeiben cigarettafüggőségéről. Harold Wilson brit miniszterelnök tudvalevőleg nyilvánosan pipázott, míg Winston Churchill személyéhez hozzátartoznak híres szivarjai. Sherlock Holmes, az Arthur Conan Doyle által megalkotott fiktív detektív pipázott, cigarettázott és szivarozott, valamint intravénásan kokaint fogyasztott, „hogy az unalmas londoni napok alatt, amikor semmi sem történik, hiperaktív agyát lekösse”. Az Alan Moore által létrehozott DC Vertigo-ban szereplő képregény karakter, John Constantine, egyet jelent a dohányzással, olyannyira, hogy a Prédikátor megalkotója, Garth Ennis, az első történetének középpontjában John Constantine tüdőrákja áll. A profi birkózó James Fullington, a „Homokember” szerepében krónikus dohányos annak érdekében, hogy „keménynek” tűnjön.
A dohány ünnepélyes elszívása és a szent pipa segítségével történő imádkozás számos indián vallási szertartás fontos része. A semát, ahogy a dohányt Anishinaabe nyelven hívják, ceremoniális élvezetre termesztik és a legszentebb növény, mivel füstje a hiedelem szerint elviszi az imádságokat a mennyekbe. Azonban a legtöbb nagy vallásban a dohányzást helytelenített és erkölcstelen szokásnak tekintik, még ha kifejezetten nem tiltják is. Mielőtt a dohányzás egészségügyi kockázatait ellenőrzött vizsgálatokon keresztül bebizonyították volna, egyes keresztény prédikátorok és társadalomreformerek a dohányzást erkölcstelen szokásnak ítélték. A mormonizmus megalapítója, Joseph Smith, feljegyezte, hogy 1833. február 27-én kinyilatkoztatást kapott, ami szerint a dohányzás helytelenítendő cselekedet. Ezt a „Bölcsesség szavát” később parancsolatként fogadták el, és a hithű mormonok teljesen tartózkodnak a dohányzástól. [80] A Jehova tanúi egyház hívei Pál második levele a korinthusiakhoz 7. fejezetében írt „tisztítsuk meg magunkat minden testi tisztátalanságtól” parancsolatra alapozzák dohányzásellenességüket. Israel Meir Kagan (1838–1933) rabbi volt az egyik első elismert zsidó személy, aki felszólalt a dohányzás ellen. A szikh vallásban szigorúan tilos a dohányzás. A Bahá'í vallásban a dohányzás nem tilos, de helytelenített cselekedet.

## Ártalmak
A káros hatásoknak három fő forrása van: a hőhatás, a mechanikus hatás (pipázásnál) és a kátrányszármazékok hatása (ez a cigarettapapír égéséből ered). Pipázóknál az ajak- és nyelvrák, cigarettázóknál a gége- és tüdőrák a gyakoribb, mint a nemdohányzók között, továbbá a dohányzás a szív- és érbetegségekre is káros kihatással van. A cigaretta szempontjából a filter sem igazán csökkenti a káros hatásokat. A dohányzás okozhat ajak-, szájüreg-, gége-, valamint nyelőcsőrákot, nikotintartalma miatt okozója lehet még hasnyálmirigy- és veseráknak is (a dohány összességében a daganatos halálesetek 25%-át okozza). Ezeken túl okozhat még légzőszervi betegségeket, hörgőgyulladást, asztmát is. A nikotin jelentős elváltozást okozhat a keringési szervrendszerben, például gyakran magas vérnyomást vagy koszorúér-betegségeket okoz. Ezenkívül károsítja az érfalakat, így okozója lehet agyérbetegségeknek, érszűkületnek, aneurizmának és érelmeszesedésnek.

### Ártalmak férfiaknál
A dohányzás a férfiaknál az impotencia egyik fő oka, ugyanis csökkenti a pénisz vérellátását, és károsíthatja az erekció fenntartásáért felelős szelepeket, továbbá a dohányzó férfiaknak több a károsult vagy deformált spermiuma, és kisebb az ondószáma, mint a nem dohányzóknak. A dohányos férfiak átlagéletkorát 16 évvel rövidítik le a dohányzás káros hatásai.

### Ártalmak nőknél
A dohányzó nőkben megváltozik a női és férfi hormonok aránya, következésképpen a dohányzó nők teste gyakrabban hasonlít a férfiakéhoz, amelyben a zsír csípők és a mellkas helyett a hasi tájékon raktározódik el. Ennek eredménye a kevésbé „feminin” testalkat, ráadásul a dohányzó nők esetében magasabb a cukorbetegség és a szívroham veszélye. Fontos, hogy a kismamáknak azért sem szabad dohányozniuk, mivel a nikotin átjut a magzatba, szoptatáskor pedig bekerül az anyatejbe. Így a gyermeknél gyakran alacsony születési súly, légzési zavarok figyelhetők meg. Könnyen előfordulhat, hogy a kisgyermek még csecsemő korában meghal. A dohányos nők átlagéletkorát 19 évvel rövidítik le a dohányzás káros hatásai.

### Mindkét nemnél
A dohányzás felgyorsítja az öregedési folyamatot. A dohányosoknál sokkal gyakrabban alakulnak ki szarkalábak és ráncok a száj és a szem körül, mivel szívják a cigarettát és hunyorítanak, hogy a füst ne kerüljön a szemükbe. A dohányosok szervezetében az öregedési folyamatok gyorsabban játszódnak le, és valószínű, hogy ez a folyamat a dohányosok több testrészét is érinti. A dohányszagú lehelet melletti egyéb, főleg esztétikai ártalomnak vehető a megsárguló ujjak és fogak látványa.

### A passzív dohányzás
A passzív dohányzásról szokás azt mondani, hogy akár kétszerte károsabb, mint az aktív. Bizonyítja ezt, hogy ha például egy gyermek kora kisgyermekkorától dohányfüstös családban nevelkedik, amikor középiskolás korában tüdőszűrésen vesz részt, a tüdeje egy nagyon erős dohányoséhoz hasonlítható. Sajnos ma még a magyar családok több mint fele dohányzik.

### Egyéb hátrány: füstszag
A dohányos ember lehelete, haja, bőre, ruhája, autója, lakása, sőt még személyes tárgyai is átveszik a füstszagot, ami a nem dohányzók számára különösen visszataszító lehet.

## Közérdek
2005. február 27-én hatályba lépett a WHO Dohányzás-ellenőrzési Keretegyezménye. A FCTC a világ első közegészségügyi megállapodása. Aláírói vállalást tesznek egy sor, közös cél teljesítése érdekében, kötelezik magukat, hogy betartják a dohányzás-ellenőrzési politika alapvető követelményeit, valamint vállalják, hogy együttműködnek a határokon átívelő kihívások (mint például a cigarettacsempészet) leküzdésében. A WHO nyilatkozata szerint jelenleg 4 milliárd embert fed le a szerződés, amelyet 168 ország írt alá. Egyéb lépések mellett az aláírók célja olyan jogszabályok megalkotása, mely megszüntetné a passzív dohányzást zárt munkahelyeken, tömegközlekedési eszközökön, zárt légterű nyilvános helyeken, és adott esetben más nyilvános helyeken is.

### Adózás
Számos kormány vet ki a cigarettára jövedéki adót és ezt a cigarettafogyasztás csökkentése érdekében tett intézkedésként népszerűsítik. A cigarettára kivetett adóból befolyt pénzösszeget gyakorta használják dohányzás-megelőzési programok finanszírozására, ám a befolyt összeg egyben erőteljes érdekellentétet is gerjeszt a dohányzás engedélyezése és tiltása körüli tárgyalások esetében.
Magyarországon a Pénzügyminisztérium 2010-es költségvetési kimutatása szerint ugyanis a harmadik legnagyobb állami bevétel a jövedéki adóból keletkezik. Első helyen az áfa áll (2332 milliárd Ft), második helyen a személyi jövedelemadó (1881 milliárd Ft), míg harmadik helyen a jövedéki adó, melynek előírányzott értéke 2010-ben 892 milliárd Ft. A jövedéki adó 60%-a üzemanyag, 30%-a cigaretta, 10%-a pedig alkohol értékesítéséből folyik be, ebből kifolyólag 2010-ben a dohánytermékekből befolyt jövedéki adó megközelíti a 268 milliárd forintot, miközben a termék áfatartalmáról még említést sem tettünk.
Az Amerikai Járványügyi Ellenőrző és Megelőző Központ (Centers for Disease Control and Prevention, CDC) 2002-ben közzétett kutatása azt állítja, hogy az USA-ban értékesített minden egyes doboz cigaretta az orvosi ellátás vagy a kieső termelés miatt 7 dollárnyi költséget okozott, ami minden egyes dohányos esetében évente 2000 dollárt jelent. Egészségügyi közgazdászok által folytatott kutatás az egyén családjára és a társadalomra háruló összeget dobozonként 41 dollárban állapította meg.
Jelentős tudományos bizonyítékok támasztják alá, hogy ha drágább a cigaretta, csökken a teljes cigarettafogyasztás. A legtöbb tanulmány azt mutatja, hogy 10%-os áremelés összességében 3%-5%-os cigarettafogyasztás-csökkenést eredményez. Áremelkedés esetén a fiatalok, kisebbségi csoportokhoz tartozó személyek és az alacsony jövedelmű dohányosok kétszer-háromszor nagyobb eséllyel szoknak le a dohányzásról vagy szívnak kevesebbet, mint más dohányosok. A dohányzást gyakran hozzák fel a rugalmatlan termék példájaként, azonban pl. egy nagymértékű áremelkedés csak kismértékű fogyasztáscsökkenést eredményez.
Több ország is megadóztatja valamilyen formában a dohánytermékeket. 1997-től Dániában volt a legmagasabb a cigaretta adóterhe. Jelenleg az Egyesült Államokban a cigaretta átlagára és a kivetett jövedéki adó mértéke jóval kisebb, mint számos más fejlett ipari országban. Magyarországon 2010-től 8,9%-kal, a kiskereskedelmi árra vetített 28,3%-ra nő a cigaretta jövedéki adója, de még így is elmarad az európai uniós előírástól, ami a kiskereskedelmi ár 57%-ában határozta azt meg.

### Korlátozások
1967 júniusában az Egyesült Államok Szövetségi Kommunikációs Bizottsága úgy határozott, hogy a televízióban a dohányzással és az egészséggel foglalkozó műsorok nem elegendők, hogy ellensúlyozzák a naponta összesen öt-tíz percig tartó fizetett dohányhirdetéseket. 1970 áprilisában a kongresszus elfogadta a Közegészségügyi Cigarettatörvényt, melynek alapján 1971. január 2-ától kezdve a rádióban és a televízióban nem lehet dohányreklámot leadni.
Az 1992-es, dohányreklámok tilalmáról szóló törvény gyakorlatilag kifejezetten betiltotta az összes dohányreklámot Ausztráliában, ideértve a cigarettamárkáknak sport- vagy egyéb kulturális eseményekkel kapcsolatos anyagi támogatását is.
Az Európai Unión belül 1991 óta mindenfajta dohányreklám és anyagi támogatás tilos a televízióban a televízió határok nélkül irányelv, illetve az azt felváltó audiovizuális médiaszolgáltatásokról szóló irányelv alapján. Ezt a tilalmat a 2005 júliusában hatályba léptetett, a dohánytermékek reklámozásáról szóló irányelv kiterjesztette a média egyéb formáira, például az internetre, a nyomtatott sajtóra és a rádióra is. Az irányelv nem vonatkozik a mozikban és plakátokon megjelenített reklámra, a nagykereskedők által nagyban, reklámozással történő értékesítésre, illetve az olyan pusztán helyi kulturális vagy sportesemények dohánymárka általi anyagi támogatására, amelyeknek résztvevői egyetlen tagállamból érkeznek, mivel ezek nem tartoznak az Európai Bizottság hatáskörébe. Mindazonáltal a legtöbb tagállam úgy ültette át az irányelvet, hogy a nemzeti jogszabályok hatálya szélesebb körű lett, így magukban foglalják a helyi reklámozást is. A 2008-as európai bizottsági jelentés megállapította, hogy az összes EU-tagállam sikeresen ültette át az irányelvet a nemzeti jogrendszerbe, és hogy ezeket a törvényeket megfelelően hajtják végre.
Egyes országok a dohánytermékek csomagolásával kapcsolatosan is törvényben előírt követelményeket támasztanak. Például az Európai Unió országaiban, Törökországban, Ausztráliában, valamint Dél-Afrikában a cigarettás dobozokon jól látható módon fel kell tüntetni a dohányzással járó egészségügyi kockázatokat. Kanadában, Ausztráliában, Thaiföldön, Izlandon és Brazíliában fel kell tüntetni a dobozokon a dohányzás hatásaira figyelmeztető feliratot is, valamint a dobozokon szerepelnie kell a dohányzás lehetséges egészségügyi hatásait szemléltető képnek is. Kanadában a cigarettás dobozokban kártyákat is el kell helyezni. Tizenhat különféle kártya van, melyből csak egyet kell egy dobozba tenni. A kártyák a leszokás különféle módjait magyarázzák el. Az Egyesült Királyságban számos szemléltető NHS [Közegészségügyi Szolgálat] hirdetés jelent meg, az egyik például egy zsíros lerakódásokkal teli cigarettát ábrázol – a cigaretta szimbolizálja a dohányos artériáját.
Sok országban a dohányzást kor szerint igyekeznek korlátozni; számos országban, köztük az Egyesült Államokban, a legtöbb európai uniós tagállamban, Új-Zélandon, Kanadában, Dél-Afrikában, Izraelben, Indiában, Brazíliában, Chilében, Costa Ricán és Ausztráliában törvénybe ütköző kiskorúak részére dohányterméket értékesíteni, valamint Hollandiában, Ausztriában, Belgiumban, Dániában és Dél-Afrikában tilos dohánytermékeket 16 évesnél fiatalabb személynek értékesíteni. 2007 szeptember 1-jétől Németországban, valamint 2007. október 1-jétől Nagy-Britanniában 16-ról 18-ra emelkedett a dohánytermékek vásárlására vonatkozó alsó korhatár. Az Amerikai Egyesült Államok 46 államából 50-ben a korhatár 18 év, kivéve Alabamát, Alaszkát, New Jerseyt és Utahot, ahol a törvényben előírt életkor 19 év (mint ahogy a New York állam északi részén levő Onondaga County-ban, valamint a New York-i Long Island Nassau és Suffolk megyéiben is). Egyes országokban kiskorúak dohánytermékekhez történő hozzájuttatása (például számukra történő vásárlás), sőt a kiskorúak dohányzása ellen is van hatályban jogszabály. Az ilyen törvények hátterében az a meggyőződés áll, hogy a dohányzásra vonatkozó döntések meghozatala előtt a dohányzó embernek alaposan tájékozódnia kell a dohánytermékek élvezetével járó kockázatokról. Egyes országokban ezeket a törvényeket felületesen kezelik. Másutt továbbra is adnak el kiskorúaknak cigarettát, mert a jogsértésért kirótt bírság még mindig alacsonyabb vagy hasonló, mint a kiskorúaknak történő értékesítés nyomán elért nyereség. Azonban Kínában, Törökországban és számos más országban általában egy gyermeknek nem okoz gondot cigarettát vásárolnia, mert szüleik gyakran őket küldik a boltba cigarettáért.
Számos ország, így Írország, Lettország, Észtország, Hollandia, Franciaország, Finnország, Norvégia, Kanada, Ausztrália, Svédország, Portugália, Szingapúr, Olaszország, Indonézia, India, Litvánia, Chile, Spanyolország, Izland, az Egyesült Királyság, Szlovénia és Málta törvénnyel tiltja a nyilvános helyen, köztük gyakran bárokban és éttermekben történő dohányzást. Néhány joghatóságban a vendéglősök építhetnek kijelölt dohányzó területet (vagy betilthatják a dohányzást). Az Egyesült Államokban sok államban tilos a dohányzás az éttermekben, és néhány államban szintén tilos a dohányzás a bárokban. A kanadai államokban zárt munkahelyeken és nyilvános helyeken, így a bárokban és éttermekben tilos a dohányzás. 2008. március 31-től Kanada dohányzási tilalmat vezetett be minden nyilvános helyen, valamint a nyilvános helyek bejáratának 10 méteres körzetében. Ausztráliában a dohányzásra vonatkozó tilalmak államról államra változnak. Jelenleg Queensland területén már teljes tilalom van érvényben minden nyilvános belső térben (ideértve a munkahelyeket, bárokat, pubokat és étkezdéket), valamint a járőrök által felügyelt strandokat és néhány szabadtéri nyilvános helyet. Azonban a tilalom nem terjed ki a dohányzásra kijelölt területekre. Victoriában tilos a dohányzás vasútállomások, busz- és villamosmegállók területén, mivel ezek nyilvános helyek, ahol a passzív dohányzás hatással lehet a tömegközlekedési eszközre váró nem-dohányzókra, valamint 2007. július 1-jétől kiterjesztették a tilalmat minden zárt légterű nyilvános helyre. Új-Zélandon és Brazíliában tilos a dohányzás a zárt légterű nyilvános helyeken, főként bárokban, éttermekben és kocsmákban. Hongkong 2007. január 1-jétől megtiltotta a dohányzást munkahelyeken, nyilvános helyeken, például éttermekben, karaoke-helyiségekben, épületekben és közparkokban. Az alkoholt mérő bárok, ahova csak 18 éven felüliek léphettek be, mentességet kaptak 2009-ig. Romániában tilos a dohányzás vonatokon, metróállomásokon, állami intézményekben (kivéve a kijelölt, általában az épületen kívül lévő dohányzóhelyeket) valamint a tömegközlekedési eszközökön.
Magyarországon 2002-ben tiltották be a dohányipari termékek népszerűsítését. 2012 óta pedig a szórakozó- és vendéglátóhelyek illetve a munkahelyek zárt tereiben, továbbá a közösségi közlekedési eszközökön és azok megállóiban és állomásain, az aluljárókban, a játszótereken, valamint a megállóhelyek és a játszóterek ötméteres környezetében tilos a dohányzást.

### Termékbiztonság
A cigaretta által okozott egyik közvetett közegészségügyi probléma a véletlen tüzek okozása, mely általában összefügg az alkoholfogyasztással. Számos olyan cigarettát terveztek, gyakran maguk a dohányipari cégek, mely egy-két perces felügyelet nélkül hagyása esetén magától kialszik, ezáltal csökkentve a tűzveszélyt. Az amerikai dohányipari cégek közül néhányan ellenezték ezt az ötletet, míg mások magukévá tették. Az RJ Reynolds vezető szerepet játszott az ilyen cigaretta prototípusának kifejlesztésében 1983-ban, és terveik szerint az amerikai piacon jelenlevő valamennyi cigarettájuk tűzbiztos lesz 2010-re. A Philip Morris nem támogatta tevőlegesen az ötletet. A Lorillard az ország harmadik legnagyobb dohányipari cége, úgy tűnik, hogy ellentmondásos álláspontot vall.

## Kapudrog elmélet
A dohány és az egyéb kábítószerek élvezete közötti kapcsolat jól ismert, de a kapcsolat természete még tisztázatlan. A két fő elméleti modell a fenotípusos ok-okozati összefüggés (kapudrog) illetve a kölcsönös hajlamosság. Az ok-okozati modell azt állítja, hogy a dohányzás a jövőbeni kábítószer-élvezetre elsődleges hatással van, míg a kölcsönös hajlamosság-modell szerint a dohányzás és a kábítószer-élvezet genetikus vagy környezeti tényezőktől függ.Swan (1990). „Smoking and alcohol consumption in adult male twins: genetic heritability and shared environmental influences” (Free full text). Journal of substance abuse 2 (1), 39–50. o. DOI:10.1016/S0899-3289(05)80044-6. ISSN 0899-3289. PMID 2136102.

## A leszokás
| „            | A dohányzásról pofonegyszerű leszokni. Én magam is legalább százszor megtettem. | ” |
| – Mark Twain |                                                                                 |   |

A dohányzás tiltását jelző szimbólum

A dohányzásról leszokni nem könnyű, de visszaszokni annál egyszerűbb. A dohányzás abbahagyása, azaz a „leszokás” a dohányzás-absztinencia felé vezető cselekvés. A dohányzók átlag 68%-a szeretne leszokni szenvedélyéről, de 100-ból mindössze 3-nak sikerül pusztán az akaraterejéből. Ez azért van, mert a nikotin, az orvosi vizsgálatok szerint olyan függőséget alakíthat ki, mint a kokain vagy a heroin. Erről leszokni igen komoly testi és lelki megterhelést jelent. A dohányzás során nikotin kerül az agyba, ennek hatására dopamin és noradrenalin szabadul fel. Ehhez az állapothoz a szervezet hozzászokik és egy esetleges nikotinelvonás ingerlékenységet, szorongást vált ki.
A leszokásnak többféle módja van, sokan önerőből próbálják meg letenni a cigarettát (egy éven túli absztinencia aránya 3-5%), mások segítséget kérnek. A segítség is többféle lehet, ezek között vannak bizonyítottan hatékony módszerek, mint a viselkedésterápia és a gyógyszeres támogatás (nikotinpótlás, vareniclin), illetve egyéb bizonyítékkal nem rendelkező módszerek (akupunktúra, biorezonancia stb.). A viselkedésterápia Magyarországon is elérhető egyéni, csoportos és telefonos  formában is. A viselkedésterápia megtöbbszörözi a sikeres leszokás esélyét.
A leszokással járó hátrány lehet, hogy aki abbahagyja a dohányzást, és nem ügyel fokozottan az étkezésére, illetve a sportolásra, rendszeres mozgásra, az meghízhat. Ennek oka, hogy a nikotin már nem hat étvágycsökkentőként és anyagcsere-serkentőként, illetve a leszokóban lévő újra érzi az ízeket és az illatokat, így jobban esik neki az étel. A nők átlagosan 8,6, míg a férfiak 7,7 kg-ot híznak. Ennek ellenére a dohányzásról való leszokásnál csak egy kis odafigyelésre van szükség: több mozgás, kevesebb nassolás. Az anyagcsere 3–6 hónap múlva helyreáll, s ekkortól már nem kell félni a hízástól, és élhetünk egy normálisabb, dohányfüstmentes életet.
A leszokást nagymértékben segíti a cigaretta elhagyása során a szervezetbe nem bevitt méreganyagok sokszor elrettentő mennyisége, illetve a dohányzásra el nem költött (azaz megspórolt) összeg számszerű kijelzése, amely értékeket a leszokás kalkulátorral  követhet a leszokó.
A másik komoly segítség a leszokás nehéz időszakában a közösség támogató ereje, amely pl. fórumokon  Archiválva 2016. március 10-i dátummal a Wayback Machine-ben a folyamatos kapcsolattartás, bátorítás, tanácsok adása során segíti a leszokót az első igen nehéz hetekben, hónapokban.

### Új szakasz a dohányzásban – Elektromos cigaretta
A dohányzás áldozatainak riasztó száma, különös tekintettel a passzív dohányzás miatti haláleseteké, arra kényszerítették a tudósokat és az üzletembereket egyaránt, hogy megoldást találjanak. A nemdohányzók védelmében hozott törvények, melyek szinte minden nyilvános helyről kiszorították a füstölgőket, felgyorsította az eseményeket. Így született meg az elektromos cigaretta, melynek egyes jótékony hatásai még viták tárgyát képezik, de a füst elhagyása egyértelműen forradalmi változás a korábbi cigarettázáshoz képest. A dohányzás áldozatainak túlnyomó része ugyanis bizonyítottan a füstben található méreganyagoktól, elsősorban a kátrány által kiváltott rákos megbetegedésben halt meg. A füstmentes e-cigi másik vitathatatlan előnye a passzív dohányzás teljes kiküszöbölése, így az egyéb kedvező hatásaival szembeni ellenkezés jelentős mértékben gazdasági érdekek veszélyeztetésével magyarázható.
Az elektromos cigi leszokásban játszott szerepe, rövid jelenléte miatti bizonyíték hiány miatt, nem támasztható alá egyértelműen, de szinte bizonyos, hogy a korábbi megoldásoknál, mint például a nikotin tapasz, nem kisebb mértékű. Ez annak is betudható, hogy egyre több a nikotin mentes e-liquid, ami úgy képes csökkenteni a pszichológiai függőséget, hogy nincs szükség a nikotinra.
Az elektromos cigaretta legfontosabb alapszabálya, hogy csak megbízható helyről szabad beszerezni, amivel egyébként a mondva csinált veszélyek is szinte teljes mértékben kiküszöbölhetőek.

### Dohánymentes töltetek
Az elektromos cigaretták gyors, innovatív fejlődése magával hozta a heat not burn, hevítésen alapuló technológiát és a dohánymentes töltetek megjelenését. A dohánymentes töltetek, másként hevítőrudak, vagy herbal stick-ek a dohányt tealevéllel vagy egyéb gyógynövényekkel helyettesítik. Használatukhoz elektromos dohányhevítő készülékre van szükség, mellyel immáron nem csak, hogy füst nem keletkezik, de a dohány és annak káros hatásai is kikerülnek képletből. A dohánymentes hevítőrudak között találhatók nikotinmentes és nikotinsóval dúsított termékváltozatok is. A dohánymentes hevítőrudak szemben a dohánytartalmú töltetekkel, Magyarországon nem minősülnek jövedéki terméknek, így bármely élelmiszer, vagy vegyes boltban, illetve akár online is értékesíthetők. Fontos kiemelni, hogy ahogyan egyik dohányhelyettesítő termék sem, úgy a hevítőrudak sem egészségesek, ártalomcsökkentő hatásuk azonban jelentős, révén, hogy mentesek a dohánytól és az égéstermékektől. Fontos továbbá, hogy tisztában legyünk azzal, hogy a nikotin erős függőséget okozó anyag, mely bár kisebb mennyiségben de a nikotinsót tartalmazú dohánymentes termékekben is jelen van.